# Sergiu Comissiona
Sergiu Comissiona (Bucarest, Rumanía, 16 de junio de 1928 - Oklahoma City, Oklahoma, Estados Unidos, 5 de marzo de 2005) fue un director de orquesta rumano nacionalizado estadounidense. 

## Biografía
Nacido en Bucarest en el seno de una familia de músicos, comenzó sus estudios de violín a la edad de cinco años, y con diez tocó por primera vez en una orquesta. Estudió también dirección orquestal en el Conservatorio de Bucarest, y posteriormente lo hizo de manera privada con los profesores Silvestri y Lindemberg. Realizó su debut como director con apenas diecisiete años, dirigiendo la ópera Fausto de Charles Gounod en la localidad rumana de Sibiu.
Su primer contrato fue como violinista en el Cuarteto de la Radio de Bucarest, en 1947, así como en el Ensemble del Estado de Rumanía, el mismo año y con el mismo rol. Mientras tanto, en 1946 había debutado como director al frente de la Orquesta de la Ópera del Estado de Rumanía. En 1948 recibió una invitación como director asistente del Ensemble del Estado de Rumanía, que consistía en dirigir la orquesta, coro y bailarines de dicha institución, de la que fue director musical entre 1950 y 1955.
En 1955 fue nombrado director principal de la Ópera del Estado de Rumanía. En 1956 ganó el prestigioso Concurso de Dirección de Besançon. Debido a la opresión del régimen comunista, y animado por sus orígenes judíos, Comissiona abandonó Rumanía para establecerse en Israel, donde ese mismo año obtuvo la dirección de la Orquesta Sinfónica de Haifa. En 1960 fundó la Orquesta de Cámara Ramat Gan, que dirigió hasta 1967. Comenzó a figurar como director invitado en los programas de varias orquestas europeas, incluyendo su debut británico con la Orquesta Filarmónica de Londres en 1960. Su primera aparición en los Estados Unidos tuvo lugar en 1963 en el transcurso de una gira con la Orquesta de Cámara de Israel. En 1965 se presentó al frente de la Orquesta de Filadelfia, y entre 1962 y 1966 fue invitado varias veces a dirigir los Royal Ballets en el Covent Garden de Londres. Se convirtió en el favorito por sus interpretaciones de los ballets de Chaikovski y Stravinski. En 1966 abandonó la dirección de la Orquesta Sinfónica de Haifa. 
Ese mismo año fue nombrado director musical de la Orquesta Sinfónica de Gotemburgo, en Suecia, permaneciendo al frente de la misma hasta 1973. En 1967 finalizó su labor al frente de la Orquesta de Cámara Ramat Gan y asumió la dirección de la Orquesta de Irlanda del Norte en Belfast, puesto del que se retiró al año siguiente. En 1968 fue nombrado director de la Orquesta Sinfónica de Baltimore, trasladando su hogar a esta ciudad del estado de Maryland, un histórico puerto de la costa este junto a Washington D. C.. Durante los años de 1990 a 1998 fue director titular de la orquesta y coro de RadioTelevisión Española.
En ambas titularidades, Comissiona fue reconocido por llevar a cabo mejoras continuas en los estándares interpretativos de ambas orquestas. En Baltimore permaneció durante 17 temporadas seguidas. El crítico Stephen Wigler, perteneciente al diario Baltimore Sun, afirmó "La Sinfónica de Baltimore que actualmente conocemos fue creada por Sergiu Comissiona". Cuando la petición del matrimonio Comissiona (Sergiu y Robinne) para convertirse en ciudadanos de Estados Unidos fue aceptada, Comissiona eligió realizar su juramento de ciudadanía en una ceremonia histórica llevada a cabo en el día del bicentenario de la Independencia (el 4 de julio de 1976) en la fortaleza McHenry en Baltimore (famosa como el lugar de los acontecimientos que inspiraron “la bandera Estrella-Spangled”). Durante su residencia en Baltimore trabajó al frente de diversos festivales musicales, así como con la American Symphony Orchestra de Nueva York (1977 - 1982). Cuando abandonó la titularidad de la Sinfónica de Baltimore, en 1986, fue designado director emérito de la misma, continuando una intensa relación musical y personal.
En 1982 asumió la dirección de la Orquesta Filarmónica de la Radio de los Países Bajos en Hilversum, Países Bajos. Dos años antes había hecho lo propio con la Orquesta Sinfónica de Houston, compartiendo durante seis años la titularidad con la Sinfónica de Baltimore, y durante dos años con la American Symphony. De esta forma, Comissiona llegó a tener bajo su mando a tres orquestas relevantes de los Estados Unidos, por debajo del escalón marcado por las "Big Five" estadounidenses.
Entre los años 1990 a 1998, Comissiona fue director titular de la Orquesta Sinfónica de Radio Televisión Española (Orquesta RTVE).